# Ocrepeira hirsuta
Ocrepeira hirsuta là một loài nhện trong họ Araneidae.
Loài này thuộc chi Ocrepeira. Ocrepeira hirsuta được Cândido Firmino de Mello-Leitão miêu tả năm 1942.